# Verkleurende champignonparasol
De verkleurende champignonparasol (Leucoagaricus croceovelutinus) is een schimmel behorend tot de familie Agaricaceae. Hij leeft saprotroof op losse met veel humus vermengde, voedselrijke kalkhoudende bodems, langs holle wegen, randen van hellingbossen, etc. graag onder hazelaar.

## Taxonomie
Het werd in 1972 beschreven door de Franse mycologen Marcel Bon en Jacques Boiffard die het classificeerden als Leucocoprinus croceovelutinus.
Het werd in 1976 door Marcel Bon opnieuw geclassificeerd als Leucoagaricus croceovelutinus.
De door Bon en Boiffard bestudeerde exemplaren werden gevonden op humus onder loofbomen nabij het strand van Le Veillon bij Talmont Saint Hilaire, Frankrijk. Reid suggereert dat het kan worden geassocieerd met Robinia-, Quercus- en Ligustrum-bomen op basis van de beperkt geregistreerde collecties die destijds beschikbaar waren in Frankrijk, Nederland en Hongarije. De soort is ook waargenomen in Bulgarije.

## Kenmerken
- Hoed: 3-6 cm breed, convex beginnend alvorens af te vlakken met een zeer lichte umbo. Het oppervlak is bedekt met aangedrukte roodbruine verspreide schubben tegen een witte achtergrond met een donkerder roodbruine middenschijf. Bij contact of veroudering verkleurt het oppervlak rood, waardoor de witte achtergrondkleur wordt verduisterd en een bordeauxrode tint tegen het bruin ontstaat. Oranje tot paarse tinten kunnen ook doorkomen met blauwe plekken of ouderdom.
- Lamellen: Vrij, ventricose en wit of lichtgeel maar oranjerood bij kneuzingen. De lamelranden worden bruin naarmate ze ouder worden of bij hantering en dit is het meest merkbaar in de richting van de hoedranden. Als ze droog zijn worden ze donkergrijs.
- Steel: 7-10 cm lang en 4-5 mm dik, taps toelopend vanaf de gezwollen, knotsvormige basis. Het oppervlak is eerst puur wit en zijdeachtig, soms met een roze kleur aan de basis, maar wordt al snel roze over de hele lengte behalve aan de top, dan roodbruin en bruin aan de basis, die uiteindelijk zwartachtig paars wordt. Na droging verspreidt deze donkerdere kleur zich over de hele steel. Het binnenvlees is wit maar verkleurt oranjerood bij blootstelling.
- Ring: De hangende, vliezige steelring is over het algemeen persistent en bevindt zich in het midden of de bovenkant van de steel (mediaan tot superieur), hij is wit met een wijnrode rand maar verkleurt dofrood naarmate hij ouder wordt.
- Sporenprint: Wit.
- Sporen: (7) 7,5-8,5 (9) × 3,5-4,5 μm. Amygdaliform tot eivormig zonder kiempore en dextrinoïde (kleurt bruin met jodium).